# Високогор’я (Новгородська область)
Високогор’я (рос. Высокогорье) — присілок в Мошенському районі Новгородської області Російської Федерації.
Населення становить 14 осіб. Входить до складу муніципального утворення Калінінське сільське поселення.

## Історія
Від 2004 року входить до складу муніципального утворення Калінінське сільське поселення.

## Населення
| 2010 |
| ---- |
| 14   |